# Місцевий акт
Місцевий акт (Підзаконний нормативний акт органів місцевого самоврядування) — акт-документ (постанова, рішення), що видається в межах компетенції органу місцевого самоврядування (Верховної Ради Автономної Республіки Крим, сільських, селищних, міських, районних у містах, обласних і районних рад), який містить норми права, обов'язкові для населення самоврядованих територій, а також для установ і організацій, які здійснюють діяльність у межах цих територій. Це правовий акт громадянського суспільства.